# Santa Margarida do Sul
Santa Margarida do Sul è un comune del Brasile nello Stato del Rio Grande do Sul, parte della mesoregione del Sudoeste Rio-Grandense e della microregione della Campanha Central.